# إدموندو بياجيو
إدموندو بياجيو (بالإسبانية: Edmundo Piaggio) (3 أكتوبر 1905 – 27 يوليو 1975) لاعب كرة قدم أرجنتيني راحل كان يجيد اللعب في خط الدفاع في فريق لانوس .
شارك مع منتخب الأرجنتين في بطولة كأس أمريكا الجنوبية 1929 وبطولة كأس العالم 1930 في الأوروغواي .

## وصلات خارجية
- إدموندو بياجيو على موقع الاتحاد الدولي (مؤرشف)  (الإنجليزية)
- إدموندو بياجيو على موقع قاعدة بيانات كرة القدم.إي يو (الإنجليزية)

- هذا السيرة الذاتية